# Borosgödör
Borosgödör (németül Inzenhof) község Ausztriában, Burgenland tartományban, a Németújvári járásban.

## Fekvése
Németújvártól 5 km-re délre, a magyar határ mellett fekszik.

## Története
A község területét a németújvári uradalommal együtt 1524-ben adományként kapta gróf Batthyány Ferenc II. Lajos királytól. 1538-ban 38 házából 4 lakatlan volt. 1576-ban 10, 1588-ban 19, 1634-ben 24 portát számláltak a faluban. 1605-ben az uradalom többi településéhez hasonlóan Bocskai István hajdúi égették fel. 1643-ban 24 házában 187 lakos élt. 1691-ben 21 háza volt 156 lakossal. 1787-ben már 113 házat számláltak itt 484 lakossal. 1828-ban 91 háza és 586 lakosa volt. 1812-ig az iskola felépüléséig az itteni gyerekek a szomszédos Felsőrönökre jártak iskolába. Egyházilag is a felsőrönöki Szent Imre-templom filiája volt.
Fényes Elek szerint „Borosgödör (Inzenhof), német falu, Vas vgyében, 574 kath. lak., jó bort termő szőlőhegygyel. – F. u. h. Batthyáni. Ut. p. Rába-Keresztur.”
Vas vármegye monográfiája szerint „Borosgödör 121 házában 687 németajkú r. kath. és ág. ev. lakosa van. Postája és távirója Németujvár. Birtokosa Batthyány Fülöp herczeg.”
1910-ben 615 lakosa volt, melyből 610 német, 5 magyar volt. A trianoni békeszerződésig Vas vármegye Németújvári járásához tartozott. 1921-ben Ausztria Burgenland tartományának része lett. 1971-ben Újteleppel, Alsó- és Felsőmedvessel, valamint Sándorheggyel egy nagyközségben egyesítették. 1991. május 31-én a nagyközséget megszüntették és részei újra önálló községek lettek.
2001-ben 336 lakosából 329 fő német, 2 magyar, 5 egyéb nemzetiségű volt.

## Nevezetességei
A község határában, de már a határ magyar oldalán néhány méterre áll az 1907-ben épített, majd a hosszú hányattatások után 1992-ben újra felszentelt felsőrönöki Szent Imre-templom.